# Nikolai Andrejewitsch Rimski-Korsakow

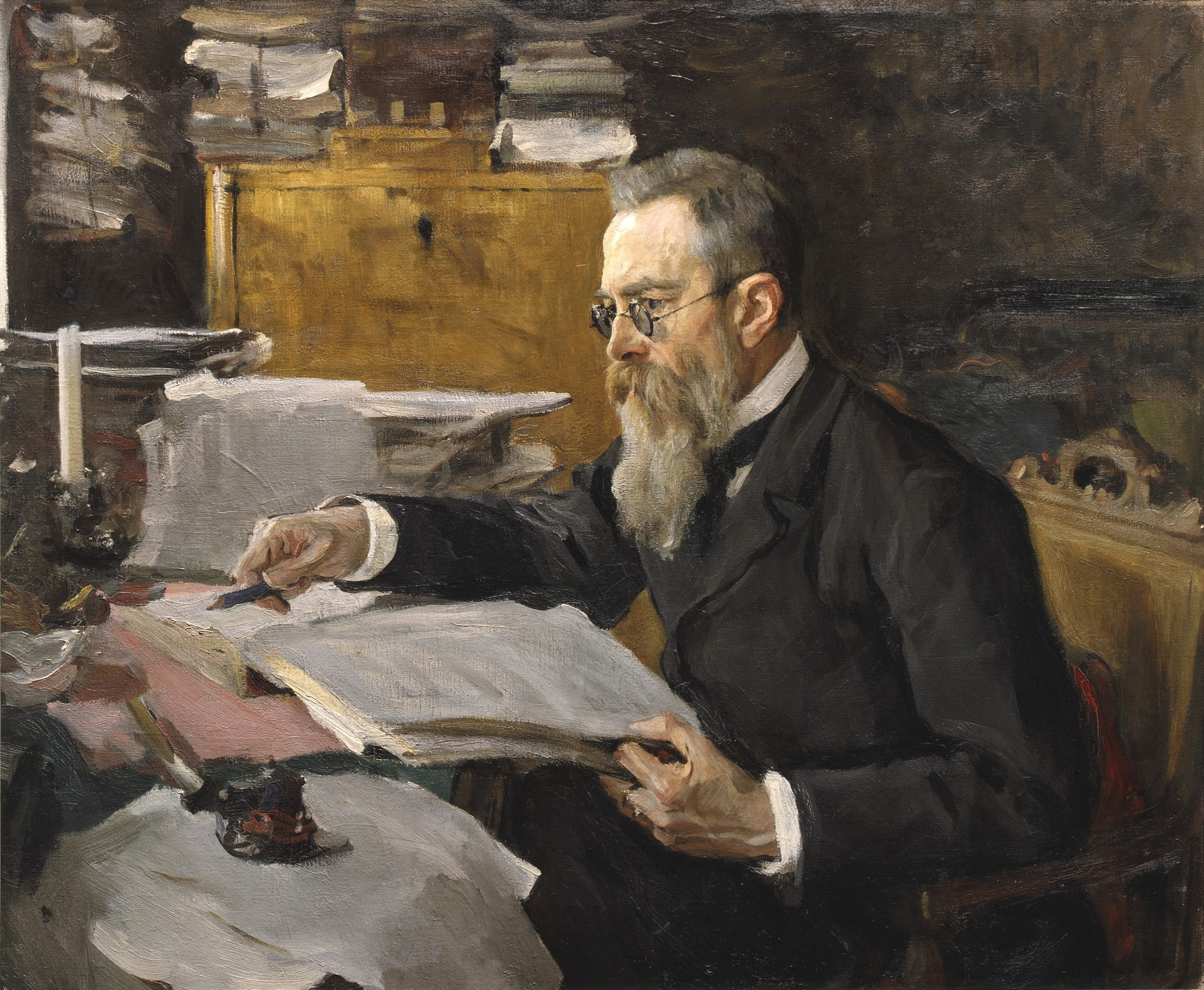
Nikolai Rimski-Korsakow, Porträt von Walentin Serow (1898)

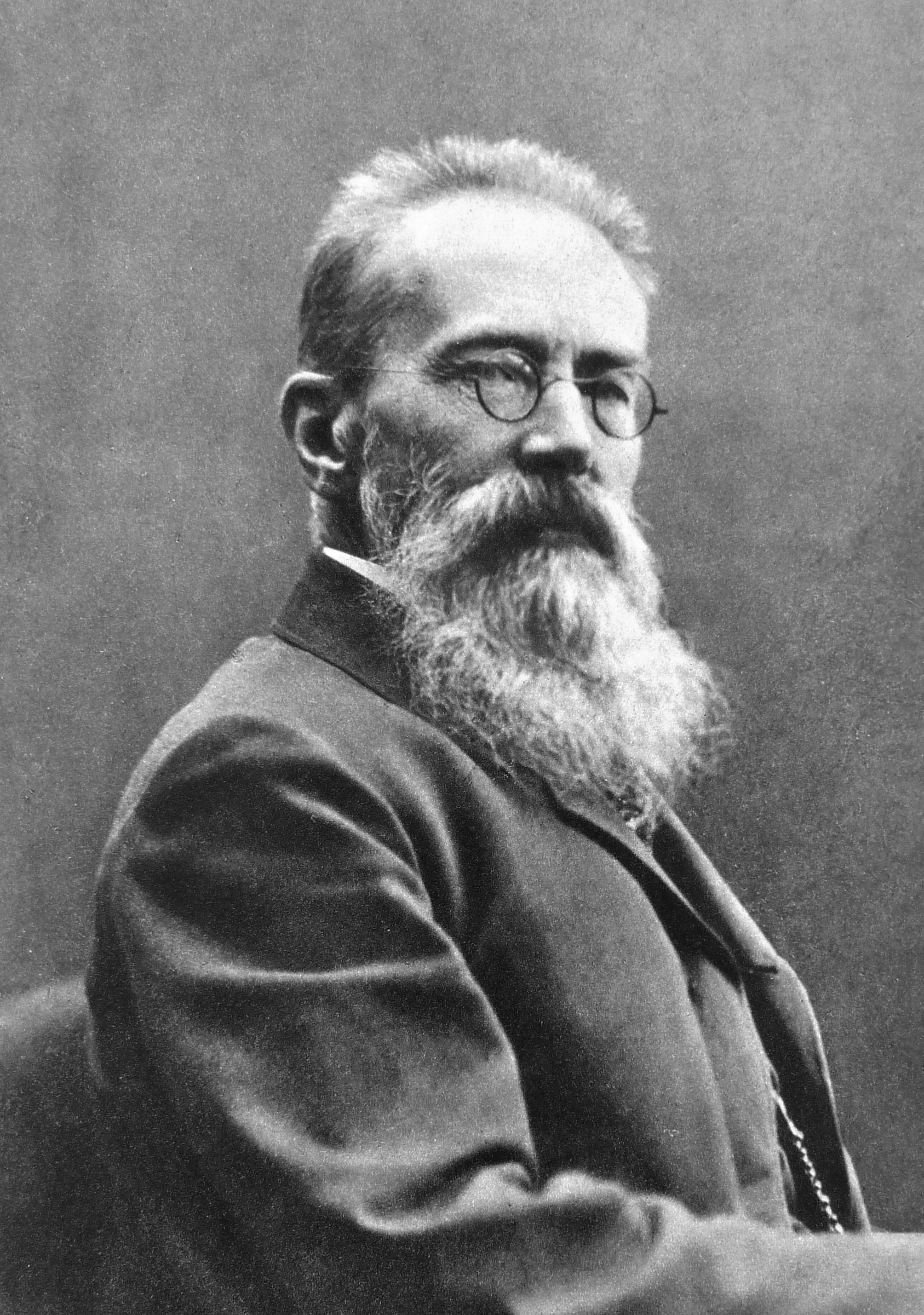
Rimski-Korsakow, Foto von Samour, St. Petersburg

Nikolai Andrejewitsch Rimski-Korsakow (russisch Никола́й Андре́евич Ри́мский-Ко́рсаков, wiss. Transliteration Nikolaj Andreevič Rimskij-Korsakov, * 6. Märzjul. / 18. März 1844greg. in Tichwin, Gouvernement Nowgorod; † 8. Junijul. / 21. Juni 1908greg. auf Gut Ljubensk bei Luga, Gouvernement Sankt Petersburg) war ein russischer Komponist.

## Leben
Rimski-Korsakow stammte aus der angesehenen Familie Rimski-Korsakow, deren männliche Mitglieder traditionell in militärischen Diensten standen, besonders in der russischen Marine. Die Eltern waren daneben aber auch stark musikalisch interessiert, erkannten seine musikalische Begabung und förderten sie.
1856 begann seine militärische und schulische Ausbildung im Seekadettenkorps in Sankt Petersburg, die er 1862 abschloss.
An der Kadettenschule setzte Rimski-Korsakow seinen Klavierunterricht fort, interessierte sich aber hauptsächlich für die Oper und die darin verwendeten Instrumente. Als 13-Jähriger schrieb er seinem Onkel folgenden Brief:

„Liebster Onkel! Stell dir meine Freude vor, heute gehe ich ins Theater! Ich werde Lucia sehen! Ich werde das riesige Orchester und Tam-tam hören! und sehen, wie der Dirigent mit seinem kleinen Stock herumfuchtelt! Im Orchester gibt's 12 Geigen, 8 Bratschen, 6 Celli, 6 Kontrabässe, 3 Flöten, 8 Klarinetten, 6 Hörner und diese ganzen Sachen.“

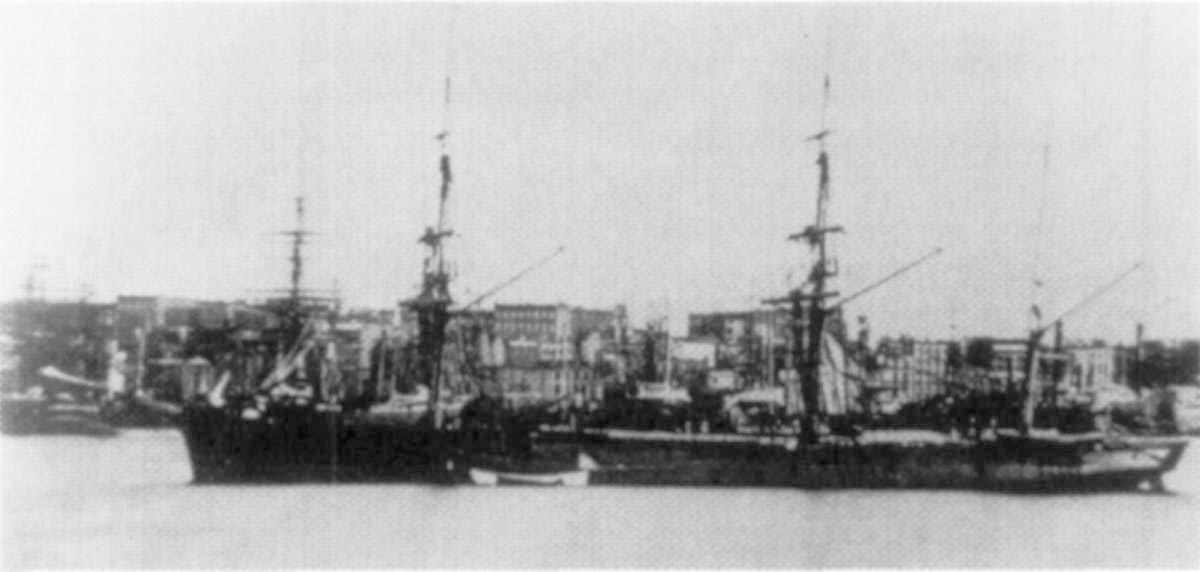
Almas (auf der Rimski-Korsakow seine Weltreise unternimmt)

Im Herbst 1859 erhielt er einen neuen Klavierlehrer, Théodore Camille, der ihn mit den Komponisten Balakirew und Cui bekannt machte. Ermuntert von seinen Förderern, begann er, sein erstes Werk, eine Sinfonie in es-moll, zu schreiben. Vollenden konnte er das Werk jedoch erst im Jahre 1865, da er nach Abschluss seiner Ausbildung zunächst für drei Jahre auf das Kriegsschiff „Almas“ kommandiert war. Ende des Jahres 1865 führte Balakirew das Werk schließlich in Petersburg auf. In den folgenden Jahren beschäftigte sich Rimski-Korsakow zunehmend mit russischer Volksmusik und altrussischen Überlieferungen. Als er 1880 das phantastische Theaterstück Snegurotschka („Schneeflöckchen“) des russischen Dramatikers Alexander Nikolajewitsch Ostrowski als Oper vertonte, verbrachte er diese Zeit in einem Zustand außerordentlicher Erregung, wie er später beschrieb:

„zur Natur betend – zu einem krummen alten Baumstumpf, zu einer Weide oder jahrhundertealten Eiche, zum Waldstrom, zum See … oder zum Hahnenschrei, der die Hexerei der Nacht verscheucht … Es schien mir manchmal, dass Tiere, Vögel, ja sogar Bäume und Blumen mehr über die Magie und Phantasie als Menschen wissen … Ich glaubte mit Wärme an all das wie ein Kind …, und in diesen Minuten schien mir die Welt näher, verständlicher, und ich war irgendwie mit ihr verschmolzen!“

Im Juli 1871 wurde er Professor für Instrumentation und Komposition am Sankt Petersburger Konservatorium, und am 30. Junijul. / 12. Juli 1872greg. heiratete er Nadeschda Nikolajewna Purgold, eine Komponistin und ausgezeichnete Pianistin. Von 1874 bis 1881 war er Direktor der Freischule für Musik und wirkte als Dirigent und Pädagoge. Durch seine bedeutende akademische Position und seine große Popularität wurde er zum wohl einflussreichsten Vertreter des sogenannten „Mächtigen Häufleins“. Eine wichtige Rolle kommt ihm auch bei der Bearbeitung und Verbreitung der Werke Mussorgskis zu, die er in oft geglätteter Form der Öffentlichkeit zugänglich zu machen suchte. Sein Kompositionsstil war beeinflusst von Glinka und Balakirew, Berlioz und Liszt. Zu seinen unmittelbaren Schülern gehörten Glasunow, Gretschaninow, Strawinski, Witold Maliszewski und Prokofjew; sein Einfluss ist aber auch noch in den Orchesterwerken von Ravel, Debussy, Dukas und Ottorino Respighi spürbar.
1904 wurde er assoziiertes Mitglied in die Académie royale des Sciences, des Lettres et des Beaux-Arts de Belgique aufgenommen.

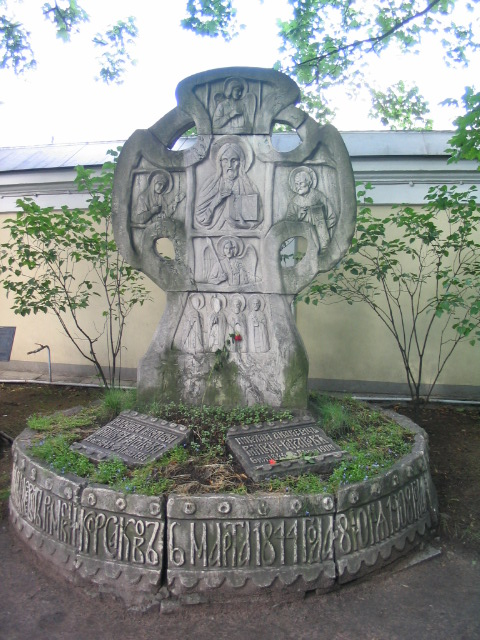
Grabmal Rimski-Korsakows auf dem Gelände des Alexander-Newski-Klosters, St. Petersburg

Im Sommer 1908 verstarb Nikolai Andrejewitsch Rimski-Korsakow in seinem Landhaus an einem Herzinfarkt. Die Violinistin Natasha Korsakova ist eine Nachfahrin Rimski-Korsakows. Der 1947 veröffentlichte Film Lied des Orients basiert lose auf seinem Leben. Er wird hier von Jean-Pierre Aumont dargestellt.

## Musik
Rimski-Korsakow schuf 15 Opern, diverse Orchesterwerke, die meist zur Programmmusik gerechnet werden, aber auch Chorwerke, Kammerwerke, Klaviermusik zu zwei und vier Händen, Lieder, Transkriptionen und Orchestrierungen.
Seine Opern lassen sich grob in historische Opern und solche mit phantastischen Elementen unterteilen, worunter einige im Titel (Das Märchen vom Zaren Saltan) oder in der Gattungsbezeichnung (Snegurotschka, Kaschtschei der Unsterbliche) explizit als Märchen bezeichnet werden. Er verwendete zwei Arten von musikalischer Sprache: einerseits diatonisch und lyrisch, in einigen wenigen Fällen mit Zitaten russischer Volksmusik, für die menschlichen Charaktere – andererseits chromatisch und hochartifiziell, oft auf Grundlage einer Ganztonleiter, für die magischen Gestalten.

### Opern
- Pskowitjanka (Das Mädchen aus Pskow) nach einem Drama von Lew Alexandrowitsch Mei (1868–72, UA 1873)
- Bojarynja Wera Scheloga (Die Bojarin Wera Scheloga, 1877–78, UA 1898)
- Maiskaja notsch (Die Mainacht, 1878–79, UA 1880)
- Snegurotschka (Schneeflöckchen, 1880–81, UA 1882)
- Mlada (1889–90, UA 1892)
- Notsch pered Roschdestwom (Die Nacht vor Weihnachten, 1894–95, UA 1895)
- Sadko (1895–96, UA 1898)
- Mozart i Saljeri (Mozart und Salieri, 1897, UA 1898)
- Zarskaja newesta (Die Zarenbraut), nach einem Drama von Lew Alexandrowitsch Mei (1898, UA 1899)
- Skaska o zare Saltane (Das Märchen vom Zaren Saltan, 1899–1900, UA 1900 – enthält sein wohl bekanntestes Werk: Der Hummelflug)
- Servilia, nach einem Drama von Lew Alexandrowitsch Mei (1900–01, UA 1902)
- Kaschtschei bessmertny (Kaschtschei der Unsterbliche, 1901–02, UA 1902)
- Pan Wojewoda (Pan Wojewode, 1902–03, UA 1904)
- Skasanije o newidimom grade Kitesche i dewe Fewronii (Die Legende von der unsichtbaren Stadt Kitesch und von der Jungfrau Fewronija, 1903–04, UA 1907)
- Solotoi petuschok (Der goldene Hahn, 1906–07, UA 1909)

### Sinfonien
- Sinfonie Nr. 1 es-Moll op. 1 (1861–65/1884)
- Sinfonie Nr. 2 op. 9 Symphonische Suite Antar (1868/1875/1897)
- Sinfonie Nr. 3 a-Moll + C-Dur (1866–73/1886/1899/1904–1906)

### Weitere Orchesterwerke
- Ouvertüre über russische Themen op. 28 (1866/1879–80)
- Fantasie über serbische Themen op. 6 (1867/1886–87)
- Sadko op. 5 (1867/1869/1892)
- Orchestrierung von 2 Sätzen aus dem Klavierzyklus Bilder einer Ausstellung von Modest Mussorgski (1874)
- Konzert in B-Dur für Posaune und Blasorchester (Allegro vivace – Andante cantabile – Allegro) (1877–1878)
- Konzertstück in Es-Dur für Klarinette und Blasorchester (Allegro moderato – Andante – Allegro moderato) (1878)
- Variationen in g-Moll für Oboe und Blasorchester auf ein Thema von Michail Glinka Chto krasotka molodaya (Thema, 12 Variationen und Finale) (1878)
- Skaska (Märchen) op. 29 (1879–1880)
- Sinfonietta über russische Themen a-Moll op. 31 (1880–1884)
- Klavierkonzert cis-Moll op. 30 (1882–1883)
- Fantasie über zwei russische Themen für Violine und Orchester op. 33 (1886–1887)
- Kapritschtschio na ispanskije temi (Capriccio espagnol) op. 34 (1887)
- Scheherazade. Sinfonische Suite op. 35 (1888)
- Swetly prasdnik (Russische Ostern). Ouvertüre op. 36 (1888)
- Serenade für Violoncello und Orchester op. 37 (1903)
- Nad mogiloi (Am Grab) op. 61 (1904)
- Dubinuschka op. 62 (1905)

### Kammermusik
- Streichquartett F-Dur op. 12 (1875)
- Streichsextett A-Dur (1876)
- Quintett B-Dur für Flöte, Klarinette, Horn, Fagott und Klavier (1876)
- Streichquartett über russische Themen (1878–79; 1.–3. Satz bearbeitet zur Sinfonietta op. 31)
- Streichquartett G-Dur (1897)
- Klaviertrio c-Moll (1897)

### Musiktheoretisches Werk
- Praktisches Lehrbuch der Harmonie, deutsch von Hans Schmidt, 3. durchgesehene und ergänzte Auflage. Belaieff, Leipzig 1922.
- Nikolai Rimski-Korsakow: Principles of Orchestration. Dover Publications, London 1964, ISBN 0-486-21266-1. (englisch)
- Nikolai Rimsky-Korssakow: Grundlagen der Orchestration. Russischer Musikverlag, Berlin u. a. 1922. (online als PDFs, deutsch)

## Schriften
- Chronik meines musikalischen Lebens. Reclam, Leipzig 1968.